# Линия Шестой авеню, Ай-эн-ди
Sixth Avenue Line — линия Нью-Йоркского метро, входящая в состав Дивизиона В. В основном, линия пролегает под Sixth Avenue в Манхэттене и продолжается через Rutgers Street Tunnel в Бруклин. Линия является последней, которую построили ещё до объединения трёх компаний (IRT, IND и BMT). После их объединения, уже в декабре 1940 года, были открыты 5 станций, строительство которых было начато раньше. Экспресс-пути в средней части линии были введены в строй в 1967 году, причём, поскольку место между локальными путями было занято линией системы PATH, экспресс-пути были проложены уровнем ниже. В том же 1967 году в южной части линии были сооружены две ветки, соединившие линию с линиями Би-эм-ти в Бруклине.
На данный момент линия используется маршрутами: B (в будни днём и вечером до 23:00), D (круглосуточно), F (круглосуточно), <F> (в часы пик в пиковом направлении) и M (в будни днём и вечером). Линия считается «стволовой»: маршруты B, D, F, <F> и M, проходящие по ней, обозначаются оранжевым цветом. На большей своей части линия четырёхпутная. Двухпутная она становится ниже Broadway — Lafayette Street (причём на всех трёх ответвлениях). С юга линия переходит в IND Culver Line, Rutgers Street Tunnel и в северные пути Манхэттенского моста; с севера — в IND 63rd Street Line. Перед самой северной станцией линии — 57th Street — имеется ещё два ответвления: к западу — IND Eighth Avenue Line, к востоку — IND Queens Boulevard Line.
Маршруты, обслуживающие Sixth Avenue Line, работают в следующие временные промежутки:
- D и F — работают все время;
- B и M — работают только по будням;

Причём:
- F и M — всегда работают местными на всем протяжении линии;
- D и B — всегда работают экспрессами.

## Список станций
Проходящие по линии маршруты в зависимости от дня недели и времени суток
| Седьмая авеню  | День + вечер | Выходные + ночь |
| -------------- | ------------ | --------------- |
| Локальные пути | (до 23:00)   | D               |

| 57-я улица                                     | Часы пик | Остальное время |
| ---------------------------------------------- | -------- | --------------- |
| Локальные пути                                 | F · <F>  | F               |
| — в пиковом направлении; — в обратном пиковому |          |                 |

| 47-я — 50-я улицы — Рокфеллер-центр — Уэст Четвёртая улица — Вашингтон-сквер | Часы пик    | День (кроме часов пик) + вечер | Выходные + ночь |
| ---------------------------------------------------------------------------- | ----------- | ------------------------------ | --------------- |
| Экспресс-пути                                                                | B · D       | (до 23:00)                     | D               |
| Локальные пути                                                               | F · <F> · M | F · M                          | F               |
| — в пиковом направлении; — в обратном пиковому                               |             |                                |                 |

| Гранд-стрит    | День + вечер | Выходные + ночь |
| -------------- | ------------ | --------------- |
| Локальные пути | (до 23:00)   | D               |

| Вторая авеню — Йорк-стрит                      | Часы пик | Остальное время |
| ---------------------------------------------- | -------- | --------------- |
| Локальные пути                                 | F · <F>  | F               |
| — в пиковом направлении; — в обратном пиковому |          |                 |

| Условные обозначения |
| для дней и часов работы маршрутов (более точно указано во всплывающих подсказках при этих обозначениях): |
| --- |
| круглосуточно круглосуточно, кроме ночи круглосуточно, кроме будней днём (либо часов пик) в пиковом направлении в будни днём (и, возможно, вечером) в будни круглосуточно в часы пик в будни днём (либо в часы пик) в пиковом направлении в будни днём (либо в часы пик) в направлении, обратном пиковому в выходные ночью ночью и в выходные (и, возможно, вечером) нет движения поездов |

| A — круглосуточно · A — круглосуточно · B — в будни днём и вечером до 23:00 · B — в будни днём и вечером до 23:00 · C — круглосуточно, кроме ночи · C — круглосуточно, кроме ночи · D — круглосуточно · D — круглосуточно |  |  |
| |  |  |
| A — круглосуточно · A — круглосуточно · C — круглосуточно, кроме ночи · C — круглосуточно, кроме ночи |  |  |
| |  |  |

| E — круглосуточно · E — круглосуточно |

| A — круглосуточно · A — круглосуточно · B — в будни днём и вечером до 23:00 · B — в будни днём и вечером до 23:00 · C — круглосуточно, кроме ночи · C — круглосуточно, кроме ночи · D — круглосуточно · D — круглосуточно |  |  |
| |  |  |
| A — круглосуточно · A — круглосуточно · C — круглосуточно, кроме ночи · C — круглосуточно, кроме ночи |  |  |
| |  |  |

| E — круглосуточно · E — круглосуточно |

| F — круглосуточно · F — круглосуточно · <F> — в часы пик в пиковом направлении · <F> — в часы пик в пиковом направлении |
| \| \| \| \| \| \| |
| |
| |
| |

|  |
|  |
|  |

| F — круглосуточно · F — круглосуточно · <F> — в часы пик в пиковом направлении · <F> — в часы пик в пиковом направлении |
| \| \| \| \| \| \| |
| |
| |
| |

|  |
|  |
|  |

|  |  |

|  |

|  |  |

|  |

|  |  |                                                         |
|  |  | M — в будни днём и вечером · M — в будни днём и вечером |
|  |  |                                                         |

| 7 — круглосуточно · 7 — круглосуточно · <7> — в часы пик в пиковом направлении · <7> — в часы пик в пиковом направлении                                                                                                   | Пятая авеню                                  |
| 1 — круглосуточно · 1 — круглосуточно · 2 — круглосуточно · 2 — круглосуточно · 3 — круглосуточно · 3 — круглосуточно | Таймс-сквер — 42-я улица                     |
| 7 — круглосуточно · 7 — круглосуточно · <7> — в часы пик в пиковом направлении · <7> — в часы пик в пиковом направлении                                                                                                   | Таймс-сквер                                  |
| A — круглосуточно · A — круглосуточно · C — круглосуточно, кроме ночи · C — круглосуточно, кроме ночи · E — круглосуточно · E — круглосуточно                                                                             | 42-я улица — Автовокзал Портового управления |
| N — круглосуточно · N — круглосуточно · Q — круглосуточно · Q — круглосуточно · R — круглосуточно, кроме ночи · R — круглосуточно, кроме ночи · W — в будни днём и вечером до 23:00 · W — в будни днём и вечером до 23:00 | Таймс-сквер — 42-я улица                     |
| S (челнок 42-й улицы) — круглосуточно, кроме ночи · S (челнок 42-й улицы) — круглосуточно, кроме ночи | Таймс-сквер                                  |

| N — круглосуточно · N — круглосуточно · Q — круглосуточно · Q — круглосуточно · R — круглосуточно, кроме ночи · R — круглосуточно, кроме ночи · W — в будни днём и вечером до 23:00 · W — в будни днём и вечером до 23:00 | 34-я улица — Геральд-сквер |
| 33-я улица (PATH)[англ.] |                            |

| 23-я улица (PATH)[англ.] |

| 1 — круглосуточно · 1 — круглосуточно · 2 — круглосуточно · 2 — круглосуточно · 3 — круглосуточно, кроме ночи · 3 — круглосуточно, кроме ночи | 14-я улица   |
| L — круглосуточно · L — круглосуточно | Шестая авеню |
| 14-я улица (PATH)[англ.] |              |

| A — круглосуточно · A — круглосуточно · C — круглосуточно, кроме ночи · C — круглосуточно, кроме ночи · E — круглосуточно · E — круглосуточно |
| Девятая улица (PATH)[англ.] |

| 4 — ночью · 4 — ночью · 6 — круглосуточно · 6 — круглосуточно · <6> — в будни днём в пиковом направлении · <6> — в будни днём в пиковом направлении | Бликер-стрит |

|  |  |                                                         |
|  |  | M — в будни днём и вечером · M — в будни днём и вечером |
|  |  |                                                         |

| 7 — круглосуточно · 7 — круглосуточно · <7> — в часы пик в пиковом направлении · <7> — в часы пик в пиковом направлении                                                                                                   | Пятая авеню                                  |
| 1 — круглосуточно · 1 — круглосуточно · 2 — круглосуточно · 2 — круглосуточно · 3 — круглосуточно · 3 — круглосуточно | Таймс-сквер — 42-я улица                     |
| 7 — круглосуточно · 7 — круглосуточно · <7> — в часы пик в пиковом направлении · <7> — в часы пик в пиковом направлении                                                                                                   | Таймс-сквер                                  |
| A — круглосуточно · A — круглосуточно · C — круглосуточно, кроме ночи · C — круглосуточно, кроме ночи · E — круглосуточно · E — круглосуточно                                                                             | 42-я улица — Автовокзал Портового управления |
| N — круглосуточно · N — круглосуточно · Q — круглосуточно · Q — круглосуточно · R — круглосуточно, кроме ночи · R — круглосуточно, кроме ночи · W — в будни днём и вечером до 23:00 · W — в будни днём и вечером до 23:00 | Таймс-сквер — 42-я улица                     |
| S (челнок 42-й улицы) — круглосуточно, кроме ночи · S (челнок 42-й улицы) — круглосуточно, кроме ночи | Таймс-сквер                                  |

| N — круглосуточно · N — круглосуточно · Q — круглосуточно · Q — круглосуточно · R — круглосуточно, кроме ночи · R — круглосуточно, кроме ночи · W — в будни днём и вечером до 23:00 · W — в будни днём и вечером до 23:00 | 34-я улица — Геральд-сквер |
| 33-я улица (PATH)[англ.] |                            |

| 23-я улица (PATH)[англ.] |

| 1 — круглосуточно · 1 — круглосуточно · 2 — круглосуточно · 2 — круглосуточно · 3 — круглосуточно, кроме ночи · 3 — круглосуточно, кроме ночи | 14-я улица   |
| L — круглосуточно · L — круглосуточно | Шестая авеню |
| 14-я улица (PATH)[англ.] |              |

| A — круглосуточно · A — круглосуточно · C — круглосуточно, кроме ночи · C — круглосуточно, кроме ночи · E — круглосуточно · E — круглосуточно |
| Девятая улица (PATH)[англ.] |

| 4 — ночью · 4 — ночью · 6 — круглосуточно · 6 — круглосуточно · <6> — в будни днём в пиковом направлении · <6> — в будни днём в пиковом направлении | Бликер-стрит |

|  |

|  |  |

|  |

|  |  |

|  |  |                                                         |
|  |  | M — в будни днём и вечером · M — в будни днём и вечером |
|  |  |                                                         |

| |  |  |
| N — круглосуточно, кроме ночи · N — круглосуточно, кроме ночи · Q — круглосуточно · Q — круглосуточно |  |  |
| |  |  |
| B — в будни днём и вечером до 23:00 · B — в будни днём и вечером до 23:00 · D — круглосуточно · D — круглосуточно · N — круглосуточно, кроме ночи · N — круглосуточно, кроме ночи · Q — круглосуточно · Q — круглосуточно |  |  |

|  |  |                                                         |
|  |  | M — в будни днём и вечером · M — в будни днём и вечером |
|  |  |                                                         |

| |  |  |
| N — круглосуточно, кроме ночи · N — круглосуточно, кроме ночи · Q — круглосуточно · Q — круглосуточно |  |  |
| |  |  |
| B — в будни днём и вечером до 23:00 · B — в будни днём и вечером до 23:00 · D — круглосуточно · D — круглосуточно · N — круглосуточно, кроме ночи · N — круглосуточно, кроме ночи · Q — круглосуточно · Q — круглосуточно |  |  |

| J — круглосуточно · J — круглосуточно · M — круглосуточно, кроме ночи · M — круглосуточно, кроме ночи · Z — в часы пик в пиковом направлении · Z — в часы пик в пиковом направлении | Эссекс-стрит |

| \| \| \| \| \| \| |
| F — круглосуточно · F — круглосуточно · <F> — в часы пик в пиковом направлении · <F> — в часы пик в пиковом направлении |
| |
| |
| |

|  |
|  |
|  |

| J — круглосуточно · J — круглосуточно · M — круглосуточно, кроме ночи · M — круглосуточно, кроме ночи · Z — в часы пик в пиковом направлении · Z — в часы пик в пиковом направлении | Эссекс-стрит |

| \| \| \| \| \| \| |
| F — круглосуточно · F — круглосуточно · <F> — в часы пик в пиковом направлении · <F> — в часы пик в пиковом направлении |
| |
| |
| |

|  |
|  |
|  |